# 上岡紘子
上岡 紘子（かみおか ひろこ、旧芸名；神鳥 ひろ子、1948年3月7日 - ）は、東京都出身の女優。血液型はO型。身長は160 cm、体重は54 kg。

## 出演

### テレビドラマ
日本テレビ
- 東京バイパス指令 第44話「黒い設計図」（1969年）
- 火曜日の女シリーズ「幻の女」（1971年）※神鳥ひろ子名義[注 1]
- 太陽にほえろ! 第20話「そして、愛は終った」（1972年） - 克子[2]
- パパと呼ばないで[1]（1973年） - 根本の妻
- 伝七捕物帳第19話「情が結ぶ三味の糸」（1974年） -　おとせ　※神鳥ひろ子名義
- リセット（2009年） - 秋山寿子[2]

TBS
- ハンチョウ〜警視庁安積班〜（2013年）[2]
- 月曜ゴールデン
  - 「十津川警部シリーズ53」（2014年） - 園長[2]
- 月曜名作劇場
  - 「警視庁機動捜査隊216 Ⅸ」（2018年） ‐ 富田美沙子[2]

フジテレビ
- 伊豆の踊り子（1973年）
- 無宿侍 第13話「ふたり幻之介」（1973年） - おまつ[2]
- 八州犯科帳 第9話「女坂から来た女」（1974年） - おりく / お弓（二役）
- 泣かないと決めた日 SP（2010年） - 河野亜津子[2]
- ギルティ 悪魔と契約した女（2010年） - 原ミエ[2]
- スクール!!（2011年） - 谷本雅子[2]
- それでも、生きてゆく（2011年） - 東春美（雪恵の母）
- ストロベリーナイト（2012年） - 家政婦・良枝
- リーガル・ハイ[1]（2012年） - 迫田婦人
- ぼくの夏休み（2012年） - 丹下フサ
- 家族ゲーム（2013年） - 前園光子[2]
- 金曜プレステージ
  - 「浅見光彦シリーズ35」（2009年） - 野森芳江[2]
  - 「赤い霊柩車シリーズ31」（2013年）[2]

テレビ朝日
- 地獄の辰捕物控 第19話「密告状は涙で書いた」（1973年） - おとせ
- 必殺仕置人 第14話 「賭けた命のかわら版」（1973年） - おそで
- 刑事一代 平塚八兵衛の昭和事件史[3]（2009年） - 松下栄子
- 相棒
  - （2009年） - 二宮葵[2]
  - （2019年） - 宮台豊子[2]
- ラストメール2 〜いちじく白書〜（2009年） - 小宮山洋子[2]
- 土曜ワイド劇場
  - 「さすらいの女弁護士 山岸晶」（2010年） - 平淑子[2]

テレビ東京
- 大江戸捜査網 第111話「能面の陰で泣く女」（1973年） - おみつ
- 刑事 蛇に横切られる（2014年） - 村沢朋子

### CM
- アートネイチャー[3]（2008 - 2009年）
- ベルコ（2010年[2] - ）